# Bill McGarry
William Harry ("Bill") McGarry (Stoke-on-Trent, 10 juni 1927 – 15 maart 2005) was een  Engels voetballer, die speelde als middenvelder. Hij kwam uit voor Port Vale, Huddersfield Town en Bournemouth. McGarry speelde vier officiële interlands voor Engeland, waaronder twee duels bij het WK voetbal 1954.
Na zijn actieve loopbaan was hij werkzaam als voetbalcoach van onder meer Ipswich Town, Wolverhampton Wanderers en Newcastle United. McGarry was tevens bondscoach van Saoedi-Arabië. Hij overleed in Zuid-Afrika op 77-jarige leeftijd.